# Resolutie 1059 Veiligheidsraad Verenigde Naties
Resolutie 1059 van de Veiligheidsraad van de Verenigde Naties werd unaniem door de VN-Veiligheidsraad aangenomen op 31 mei 1996.

## Achtergrond
Na de hoogdagen onder het decennialange bestuur van William Tubman, die in 1971 overleed, greep Samuel Doe de macht. Zijn dictatoriale regime ontwrichtte de economie en er ontstonden rebellengroepen tegen zijn bewind, waaronder die van de latere president Charles Taylor. In 1989 leidde de situatie tot een burgeroorlog waarin de president vermoord werd. De oorlog bleef nog doorgaan tot 1996.

## Inhoud

### Waarnemingen
Het geweld in Liberia was aan het escaleren en de Veiligheidsraad benadrukte het belang van de hoofdstad Monrovia als veilige zone. Het staakt-het-vuren was gebroken en de vijandelijkheden waren hervat, onder meer naar de hoofdstad. De ECOWAS had een mechanisme aangenomen om het Abuja-akkoord te hervatten.

### Handelingen
De Veiligheidsraad verlengde het mandaat van de UNOMIL-waarnemingsmacht in Liberia tot 31 augustus. Door de verslechterde veiligheidssituatie had de secretaris-generaal de missie tijdelijk afgeslankt. Alle aanvallen tegen ECOMOG (de vredesmacht van de ECOWAS), UNOMIL en de hulporganisaties en de plundering van hun eigendommen werden veroordeeld. De partijen werden opgeroepen zich aan de gesloten akkoorden te houden, het staakt-het-vuren te herstellen en zich terug te trekken uit Monrovia. Alle landen werden herinnert aan het wapenembargo tegen Liberia. De Raad steunde ook het besluit van ECOWAS om geen Liberiaanse regering die met geweld aan de macht zou komen te erkennen.

## Verwante resoluties
- Resolutie 1020 Veiligheidsraad Verenigde Naties (1995)
- Resolutie 1041 Veiligheidsraad Verenigde Naties
- Resolutie 1071 Veiligheidsraad Verenigde Naties
- Resolutie 1083 Veiligheidsraad Verenigde Naties

Lijst ·  1036 ·  1037 ·  1038 ·  1039 ·  1040 ·  1041 ·  1042 ·  1043 ·  1044 ·  1045 ·  1046 ·  1047 ·  1048 ·  1049 ·  1050 ·  1051 ·  1052 ·  1053 ·  1054 ·  1055 ·  1056 ·  1057 ·  1058 ·  1059 ·  1060 ·  1061 ·  1062 ·  1063 ·  1064 ·  1065 ·  1066 ·  1067 ·  1068 ·  1069 ·  1070 ·  1071 ·  1072 ·  1073 ·  1074 ·  1075 ·  1076 ·  1077 ·  1078 ·  1079 ·  1080 ·  1081 ·  1082 ·  1083 ·  1084 ·  1085 ·  1086 ·  1087 ·  1088 ·  1089 ·  1090 ·  1091 ·  1092